# Tabanus cuisancei
Tabanus cuisancei är en tvåvingeart som beskrevs av Travassos Santos Dias 1996. Tabanus cuisancei ingår i släktet Tabanus och familjen bromsar.
Artens utbredningsområde är Centralafrikanska republiken. Inga underarter finns listade i Catalogue of Life.